# Тарту (совхоз)
 Опорно-показательный совхоз «Та́рту» имени 50-летия СССР (эст. NSV Liidu 50. aastapäeva nimeline Tartu Näidissovhoos) — в советское время одно из самых успешных государственных сельскохозяйственных предприятий Эстонии. Находился в Тяхтвереском сельсовете Тартуского района. Центральная усадьба совхоза находилась в посёлке Ильматсалу.

## В советской Эстонии
Совхоз был главным опытным хозяйством Эстонского Научно-исследовательского института животноводства и ветеринарии имени Адольфа Мёльдера.
Общий земельный фонд — 8,5 тысяч гектаров, сельскохозяйственных угодий — 5,9 тысяч гектаров, средняя численность работников на 1978 год составила 752 человека, сельскохозяйственным производством было занято 573 человека.
Основные отрасли производства — племенное скотоводство, свиноводство, семеноводство зерновых культур, многолетних трав и картофеля.
Хозяйство было отнесено к племенным фермам I класса крупного рогатого скота эстонской красной породы.
В 1977 году с 1 гектара было получено 45 центнеров зерна, 240 центнеров картофеля, 59,7 центнера полевых трав. На территории совхозы были расположены станция искусственного осеменения сельскохозяйственных животных (в Мярья), опытная станция оценки быков по качеству потомства (в Ворбузе), южноэстонский государственный сортоиспытательный участок плодово-ягодных культур (в Рыху), опорно-показательное опытное рыбоводное хозяйство (в Ильматсалу).
Доярки Вайке Нутт и Розалие Кирьянен — Герои Социалистического Труда.
Имя 50-летия СССР совхозу присвоили в 1972 году.
В 1976 году хозяйство было награждено орденом Трудового Красного Знамени.
В 1963—1969 годах директором совхоза был Арнольд Рюйтель, ставший в 2001 году президентом Эстонии. 
С 1969 года директором совхоза был Герой Социалистического Труда Хейно Парик.

## Кинохроника
Таллинской киностудией художественных и документальных фильмов и киностудией «Таллинфильм» были сняты документальные фильмы о совхозе «Тарту»: 
- 1962 — „Heinasilo tegemine Tartu Näidissovhoosis“ / «Производство силоса в Опорно-показательном колхозе Тарту», режиссёр Реэт Касесалу (Reet Kasesalu)
- 1963 — „Tartu Näidissovhoosis“ / «В Опорно-показательном совхозе Тарту», режиссёр Александр Мандрыкин (Aleksandr Mandrõkin)
- 1966 — „Tartu Näidissovhoos“ / «Опорно-показательный совхоз Тарту», режиссёр Реэт Кассалу (Reet Kasesalu)
- 1969 — „Tartu Näidissovhoosis“ / «В Опорно-показательном совхозе Тарту», режиссёр Семён Школьников
- 1971 — „Tartu Näidissovhoosi kombainerid“ / «Комбайнёры Опорно-показательного совхоза Тарту», режиссёр Реэт Кассесалу (Reet Kasesalu)
- 1971 — „Silotegu Tartu Näidissovhoosis“ / «Производство силоса в Опорно-показательном колхозе Тарту», режиссёр Реэт Кассалу (Reet Kasesalu)
- 1972 — „Tartu Näidissovhoosis töötavad vabariigi populaarseimad põllumehed Albert Voitk ja Viljar Kraak“ /  «В Опорно-показательном совхозе Тарту работают самые известные в республике сельхозработники Альберт Войтк и Вильяр Краак», режиссёр Андрес Сёэт (Andres Sööt)
- 1973 — „Saku ja Tartu näidissovhooside lüpsjate sotsialistlik võistlus“ / «Социалистическое соревнование доярок Опорно-показательных совхозов Саку и Тарту»,  режиссёр Семён Школьников (Semjon Školnikov)

## В независимой Эстонии
После отделения Эстонии от Советского Союза Опорно-показательный совхоз «Тарту», как и все социалистические хозяйства страны, прекратил своё существование. На материально-технической базе совхоза было создано государственное предприятие Tartu Riigimajand, ликвидированное в 1996 году.